# Discoba
Sous-règne
Taxons de rang inférieur
- Jakobea
- Discicristata
  - Euglenozoa
  - Percolozoa

Les Discoba forment un sous-règne du règne des Excavata.
Les Jakobea et les Discicristata forment deux groupes monophylétiques en son sein.

## Classification
- Embranchement des Jakobea
- Super-embranchement des Discicristata
  - Embranchement des Euglenozoa
  - Embranchement des Percolozoa